# Franco Squillari
Franco Squillari (Buenos Aires, 22 de Agosto de 1975) é um ex-tenista profissional argentino, que atingiu o N. 11 pela ATP. conquistando três torneios, chegou a uma semifinal do Aberto da França, e chegou a ser o N. 1 da Argentina.

## Simples (3)
| Legenda (Simples)                 |
| Grand Slam (0)                    |
| Tennis Masters Cup (0)            |
| ATP Masters Series (0)            |
| ATP International Series Gold (1) |
| ATP Tour (2)                      |

| N. | Data | Torneio             | Piso   | Oponente da final | Placar                  |
| 1. | 1999 | Munique, Alemanha   | Saibro | Andrei Pavel      | 6–4, 6–3                |
| 2. | 2000 | Munique, Alemanha   | Saibro | Tommy Haas        | 6–4, 6–4                |
| 3. | 2000 | Stuttgart, Alemanha | Saibro | Gaston Gaudio     | 6–2, 3–6, 4–6, 6–4, 6–2 |